# 屏障特種部隊
屏障特種部隊（俄语：Подразделение Заслон，“Заслон”中文音譯為「薩斯隆」）是俄羅斯對外情報局所屬的特種部隊。

## 概述
“屏障”特种作战分队隶属于俄罗斯联邦對外情報局 (SVR)第7部门------“内部安全中心”（CSB），根据俄罗斯总统命令於 1997 年3月23日成立（於1998年正式運作）。“屏障”特种分队在成立之初，其人员部分来自俄联邦安全局“信号旗”特种部队，大部分来自FSB边防局特种部队---"C队“，“屏障”特种分队由约300名经验丰富的特种部队军官组成，其主要任务是为俄罗斯驻外情报人员收集情報、提供侦察、武力支援。但大多数时候，它们的任务是應付針對各種外交設施及俄羅斯外交任務的威脅，並保卫“热点”地区俄罗斯的重要设施和人物。比如为到访的俄罗斯高级官员提供安全保卫。該部隊在眾多俄羅斯特種部隊當中有著最高的機密性，俄羅斯當局的官方立場傾向否認該部隊的存在，因此其詳細的任務內容仍然成謎。
根據NEWSru及其他娛體的報道，屏障特種部隊曾被派往伊朗和伊拉克執行任務。
“屏障”特种部隊自成立以来，唯一已知的损失是2006年6月3日，“屏障”部隊军官奧列格·費多謝耶夫与另一名SVR军官蒂托，陪同俄驻巴格达大使馆三等秘书费多尔.扎伊采夫及使馆厨师、司机等人前往巴格达一处市场途中，他们驾驶的路虎防弹SUV突然遭到一伙武装人员袭击，只携带了手枪的费多谢耶夫和蒂托在击毙了4名武装人员后，蒂托阵亡，费多谢耶夫打光了弹药，与其餘3人被武装份子绑架。6月19日，伊拉克“聖战者委员会”声称对绑架负责，並要求俄联邦释放所有被关押的车臣恐怖份子以及穆斯林聖战组织成员，但俄联邦政府要求进行谈判的两天后，在一批“信号旗”特种部队到达巴格达的当天，费多谢耶夫，扎伊采夫等4名俄驻外外交人员，被极端分子斩首。在随后的一年多时间内，该“聖战者委员会”的多名成员尸体在巴格达，约旦，叙利亚等地被发现。蒂托的遗体于2006年被运回俄罗斯，以最高军事荣誉葬礼安葬在莫斯科一处公墓，但其餘4名俄驻外外交人员的遗体至今还未被找到。。
於2014年，從俄羅斯副總理德米特里·罗戈津在其臉書上發佈的圖片中可見，當時他正前往敘利亞與敘利亞總統巴沙爾·阿薩德會面，而期間伴隨著羅戈津的正是屏障特種部隊的隊員，不過隨後羅戈津便刪除了這些圖片。

## 已知裝備

### 個人武器

#### 突擊步槍
| 武器名稱 | 原產地 | 備註 |
| -------- | ------ | ---- |
| AK-74M   | 俄羅斯 | -    |
| AK-103   | 俄羅斯 | -    |
| AK-104   | 俄羅斯 | -    |

#### 狙擊步槍
| 武器名稱     | 原產地 | 備註 |
| ------------ | ------ | ---- |
| SV-98        | 俄羅斯 | -    |
| VSS溫托雷斯  | 苏联   | -    |
| 奧爾西T-5000 | 俄羅斯 | -    |

#### 衝鋒槍
| 武器名稱       | 原產地 | 備註 |
| -------------- | ------ | ---- |
| 勇士-SN        | 俄羅斯 | -    |
| AEK-919K卡斯坦 | 俄羅斯 | -    |
| PP-2000        | 俄羅斯 |      |

#### 手槍
| 武器名稱   | 原產地 | 備註 |
| ---------- | ------ | ---- |
| MP-443烏鴉 | 俄羅斯 | -    |

### 個人裝備
- 作戰服
  - 灰色、軍綠色和Multicam樣式
- 戰術頭盔
  -  Ops-Core FAST Carbon
  -  5.45 Designs Spartan I
- 抗噪耳機
  -  3M Peltor Comtac XPI
- 攜板背心
- 無線電

## 相關參見
- 中央情報局特別行動科
- 秘密情報局E中隊
- 阿爾法小組
- 溫佩爾小組
- 冰雹特種部隊